# قرار مجلس الأمن التابع للأمم المتحدة رقم 2019
قرار مجلس الأمن التابع للأمم المتحدة رقم 2019، المتخذ بالإجماع في 16 نوفمبر 2011، وافق المجلس على تفويض القوة الأوروبية في البوسنة والهرسك.

## القرار
جاء في القرار أن المجلس فوض «الدول الأعضاء التي تعمل من خلال أو بالتعاون مع الاتحاد الأوروبي، لتشكيل قوة استقرار متعددة الجنسيات لمدة 12 شهرا تبدأ من تاريخ تبني هذا القرار».
قوة الاتحاد الأوروبي (يوفور) ألثيا، التي تم نشرها لأول مرة في عام 2004، هي وجود عسكري في البوسنة والهرسك مسؤولة عن الحفاظ على السلام والأمن في المنطقة والمساعدة في بناء قدرات القوات المسلحة في البلاد.
البعثة الأوروبية مسؤولة أيضًا عن دعم اتفاقيات دايتون للسلام، التي أنهت الاقتتال العرقي في البوسنة والهرسك في عام 1995 وأرست استقلال البلاد وإطار عمل لمؤسساتها.
قوة الاتحاد الأوروبي ألثيا هي انتشار عسكري في البوسنة والهرسك للإشراف على التنفيذ العسكري لاتفاقية دايتون. وهي خليفة مهام حفظ السلام التي يقودها الناتو في دولة البلقان - قوة الاستقرار وقوة التنفيذ في البوسنة والهرسك. كان الانتقال من قوة تحقيق الاستقرار إلى قوة الاتحاد الأوروبي تغييرًا في الاسم والقادة إلى حد كبير: ظل 80 في المائة من القوات في مواقعهم.

## روابط خارجية
- النص الكامل لقرار مجلس الأمن لعام 2019